# Tobias Bachmann
Tobias Bachmann (* 25. November 1977 in Erlangen) ist ein deutscher Schriftsteller und Musiker.

## Leben
Bachmann erlernte zunächst den Beruf des Heilerziehungspflegers erlernt, betätigte sich später als Musiker und freier Autor.
1998 erschien sein erstes Buch im Kleinverlag Goblin Press. Hauptsächlich schreibt er düstere Phantastik, wird aber zumeist mit dem Horror- und dem Science-Fiction-Genre in Verbindung gebracht, wobei er auch Krimis und Thriller verfasst.
2010 beteiligte er sich an dem von Karla Schmidt herausgegebenen literarischen Experiment Hinterland, einer Anthologie im Wurdack-Verlag, für die 20 Autoren Science-Fiction-Erzählungen nach Musik von David Bowie schrieben.
2011 gründete er als Pianist mit dem Gitarristen Florian Betz das Betz-Bachmann-Syndrom, das sich musikalisch zwischen Jazz, Dark Wave und Avantgarde bewegt. Selbst bezeichnen die Musiker ihre Musik als experimentelle Klangwelten, in denen Musik und Literatur miteinander verwoben werden. 2014 erschien mit „Der Ruf des Nachtmahrs“ das Debüt-Album. Im selben Jahr vergrößerte sich das Duo mit Jupp Colt am Bass zum Trio.
Tobias Bachmann ist Mitglied im Phantastik-Autoren-Netzwerk (PAN).

## Auszeichnungen
- 2010: Vincent Preis für den Roman Dagons Erben als bester deutschsprachiger Horror-Roman des Jahres 2009
- 2011: Nominierung für den Deutschen Science Fiction Preis: Erzählung Die letzte Telefonzelle aus der Anthologie Hinterland
- 2017: Vincent Preis für Liebesgrüße aus Arkham (limitiert) als beste Storysammlung des Jahres

## Werke (Auswahl)
Bücher
- Die Ruhe nach dem Tod. Roman. MG Verlag, Plaidt 2003, ISBN 3-931164-59-4.
- Novalis' Traum. Erzählungen. Atlantis Verlag, Stolberg 2006, ISBN 3-936742-47-2.
- Auspizien. Ein phantastischer Abend. Novellen. MG Verlag, Plaidt 2007, ISBN 978-3-931164-40-9.
- Das Spiel der Ornamente. Roman. Eloy Edictions, Augsburg 2007, ISBN 978-3-938411-30-8.
- mit Markus K. Korb: Das Arkham-Sanatorium. Roman. Atlantis Verlag, Stolberg 2007, ISBN 978-3-936742-78-7.
- Kaleidoskop der Seele. Retrospektive 1993–2007. Erzählungen. Atlantis Verlag, Stolberg 2008, ISBN 978-3-936742-75-6.
- Dagons Erben. Roman. Basilisk Verlag, Reichelsheim 2009, ISBN 978-3-935706-39-1.
- mit Sören Prescher: Sherlock Holmes taucht ab. Roman. Fabylon Verlag, Markt Rettenbach 2012, ISBN 978-3-927071-76-6.
- Sukkubus – Tödliche Leidenschaft. Roman. Elysion-Books, Leipzig 2014, ISBN 978-3-942602-55-6.
- Totgeträumt. Roman. Oldigor Verlag, Rhede 2015, ISBN 978-3-95815-079-9.
- Liebesgrüße aus Arkham. Erzählungen. Edition CL, 2016, Bischofswerda 2016, ohne ISBN, limitiert auf 100 Exemplare.
- Innsmouth-Harlekin. Novelle. Arcanum Fantasy Verlag, Bickenbach 2018, ohne ISBN.
- Geist. Novelle. Bastei Verlag, Köln 2019, ISBN 978-3-7325-8317-1.
- Gynoid. Roman. Fabylon Verlag, Markt Rettenbach 2019, ISBN 978-3-927071-92-6

Erzählungen
- Die Imagination der Wirklichkeit. In: Bernd Flessner (Hrsg.): Reisen zum Planeten Franconia. Verlag Ph.C.W. Schmidt, Neustadt/Aisch 2001, ISBN 3-87707-582-7.
- Die Anstalt des Doktor Ambrosius. In: Markus K. Korb (Hrsg.): Jenseits des Hauses Usher. Blitz Verlag, Windeck 2002, ISBN 3-89840-852-3.
- Die fehlende Stunde. In: Helmuth W. Mommers (Hrsg.): Die Legende von Eden. Shayol Verlag, Berlin 2005, ISBN 3-926126-52-3.
- Der Untergang der Stadt Erlangen. In: Bernd Flessner (Hrsg.): Rückkehr zum Planeten Franconia. Verlag Ph.C.W. Schmidt, Neustadt/Aisch 2006, ISBN 3-87707-672-6.
- Der Mann, der die Kerzen anzündete. In: Sven Kössler, Werner Placho (Hrsg.): Liberate Me. Eloy Edictions, Augsburg 2006, ISBN 3-938411-10-4.
- Die Klangkathedrale. In: Walter Diociaiuti (Hrsg.): Masters of Unreality. Eloy Edictions, Augsburg 2007, ISBN 978-3-938411-12-4.
- Hybris. In: David Grashoff (Hrsg.): Disturbania. Phantastische Kurzgeschichten aus der Großstadt. Atlantis-Verlag, Stolberg 2008, ISBN 978-3-936742-46-6.
- Die letzte Telefonzelle. In: Karla Schmidt (Hrsg.): Hinterland. 20 Erzählungen, inspiriert von der Musik David Bowies. Wurdack, Nittendorf 2010, ISBN 978-3-938065-69-3.
- Der Befall. In: Bernd Flessner (Hrsg.): Expeditionen zum Planeten Franconia. Verlag Ph.C.W.Schmidt, Neustadt/Aisch 2012, ISBN 978-3-87707-858-7.
- Kadath. In: Uwe Voehl (Hrsg.): Kingsport – Ein Reiseführer. Basilisk Verlag, Reichelsheim 2014, ISBN 978-3-935706-80-3.
- Der Kondukt. In: Steffen Janssen (Hrsg.): Diabolos MMXIV. Luzifer Verlag, Bochum 2014, ISBN 978-3-943408-25-6.
- mit Markus K. Korb: Das Zimmer in Venedig. In: Christian Sidjani (Hrsg.): Horror Legionen Band 2. Amrûn Verlag, Traunstein 2014, ISBN 978-3-944729-70-1.
- Barfuß über Glas. In: Constantin Dupien (Hrsg.): Mängelexemplare: Haunted. Amrûn Verlag, Traunstein 2015, ISBN 978-3-95869-058-5.

Musik
- Betz-Bachmann-Syndrom: Der Ruf des Nachtmahrs. Oomoxx-Media, 2014.
- Dunkelpoet: Endzeit. Create Space, 2016.